# Preljub
Preljub (en serbe cyrillique : Прељуб, né vers 1312, mort en 1355 ou 1356) est un magnat serbe qui sert comme voïvode sous Stefan Uroš IV Dušan, roi de Serbie de 1331 à 1346 et empereur des Serbes et des Grecs de 1346 à 1355. Il participe à la reconquête de la Thessalie qu’il gouverne avec le rang de césar de 1348 à 1356. Son fils, Thomas Preljubović, sera despote d’Épire de 1366 à 1384. 

## Contexte historique
En 1327,  Stefan Uroš III Dečanski (r. 1321 - 1331), alors roi de Serbie, intervient dans la guerre civile sévissant à Constantinople. Il se range du côté de l’empereur byzantin Andronic II (r. 1282 - 1328) alors en conflit avec son petit-fils Andronic III (r. 1328 - 1341) et en profite pour s’avancer en Macédoine. Andronic III, pour sa part,  a le soutien de l'empereur bulgare Michel III Chichman Asen (r. 1323 - 1330). En 1330, Andronic III et son allié bulgare décident d'attaquer la Serbie, mais sont battus le 28 juillet 1330 à la bataille de Velbajd  où l’empereur bulgare trouve la mort. Cette bataille marque le début de la domination serbe en Europe du Sud-Est, jusqu'à la bataille de Kosovo Polje de 1389.

## Biographie
Preljub fait son apparition dans les sources en 1344 alors qu’il participe à la conquête de la Macédoine pendant la guerre civile de 1341-1347. Selon les chroniqueurs de l’époque, Stefan Uroš IV Dušan  le considérait comme le meilleurs de ses grands «par sa valeur, son courage et son expérience ». En mai 1344, il commande l’armée serbe à la bataille de Stephaniana contre les troupes de l’émir d’Aydin, allié de l’empereur byzantin Jean VI Cantacuzène (r. 1347 - 1354). Les forces turques, fortes de quelque 3 100 hommes, retournaient en Anatolie pour défendre leur principal port, Smyrne, contre les Latins. Bien que la bataille ait été remportée par les Turcs, ceux-ci ne parvinrent pas à empêcher la poursuite de la conquête serbe,.
En 1347, Jean VI Cantacuzène (r. 1346 - 1354) devint officiellement empereur byzantin : il refusa de reconnaitre le titre d'empereur que Dušan, se considérant comme le successeur de Constantin Ier et à ce titre maître de l’empire grec aussi bien que serbe, s’était octroyé l’année précédente. Quelques mois plus tard l’armée de Preljub renforcée d’importants contingents albanais envahit la Thessalie. Profitant de la dépopulation, résultat de la peste noire qui avait sévi dans la région et qui avait entre autres tué le gouverneur byzantin, Jean Ange, cousin de Jean VI Cantacuzène, Preljub arracha la plus grande partie de la région des mains des Byzantins et des Catalans du duché de Néopatrie. Le roi serbe le récompensa en le nommant gouverneur de la Thessalie avec Trikala comme capitale, l’élevant au rang de « césar » en novembre de la même année,,. Certains historiens ont cru qu’il contrôlait également une partie de l’Épire, incluant la ville de Ionannina, mais les plus récentes recherches ont conclu que ceci était improbable et que cette hypothèse était due à des additions ou erreurs dans les sources postérieures. 
Toutefois, les Serbes durent bientôt arrêter leur progression, le ban bosnien Étienne II Kotromanić s’étant emparé d’une région importante de la Serbie. Jean VI profita alors de cette diversion en 1350 pour tenter de desserrer l’étau serbe autour de Thessalonique. Il parvint ainsi à reprendre plusieurs forteresses de Macédoine, mais son avance vers la Thessalie fut  contrée par Preljub qui, à l’aide d’à peine 500 hommes, parvint à conserver la forteresse de Sérvia, bastion important pour le contrôle de la Macédoine occidentale. Cantacuzène dont l’armée était également peu nombreuse préféra se retirer et l’empereur serbe Dušan put alors revenir, et après avoir repris les terres conquises par le ban bosniaque, recommencer le siège de Thessalonique,.
Preljub mourut fin 1355 ou début 1345 au cours d’un affrontement avec des clans albanais, décès qui suivit de peu celui de l’empereur serbe (20 décembre 1355),. Sa veuve, Irène Nemanjić, une fille de Dušan et leur fils Thomas, durent bientôt faire face à une invasion de Nicéphore Orsini, qui avait déjà été despote d’Épire de 1335 à 1337. Ce dernier réussit à rallier la population grecque à sa cause et à forcer Irène à retourner en Serbie. En 1357, celle-ci se remaria avec Rodoslav Hlapen, gouverneur de la partie nord de la Thessalie qui prit Thomas sous sa protection,. En 1366, les citoyens de Ioannina, dernière forteresse demeurant sous contrôle serbe, demandèrent à Syméon Uroš Paléologue qui avait hérité de l’Épire après la mort de Stefan Uroš V un gouverneur pour les protéger des attaques albanaises; ce dernier, nomma Thomas qui devint ainsi despote d'Épire.